# ایزابل مولوی
ایزابل مولوی (انگلیسی: Isobelle Molloy؛ زادهٔ ۶ اکتبر ۲۰۰۰) بازیگر خردسال، و خواننده اهل انگلستان است که برای ایفای نقش کودکی مالیفیسنت در فیلم مالیفیسنت شناخته شده است.